# هارو پیر
هارو پیر (انگلیسی: Harve Pierre؛ زادهٔ) خواننده، تهیه‌کننده موسیقی، و آهنگساز اهل ایالات متحده آمریکا است. وی از سال ۱۹۹۱ میلادی تاکنون مشغول فعالیت بوده است.
او یک مدیر رکورددار آمریکایی است. او بیشتر به خاطر کارش با آلبوم بدبوی رکوردز پاف دیدی/شان کمبز شناخته می‌شود.